# Peumerit-Quintin
Peumerit-Quintin [pømʁit kɛ̃tɛ̃] est une commune française située dans le département des Côtes-d'Armor en région Bretagne.

## Géographie

### Situation
La paroisse fait partie du territoire breton traditionnel du pays Fañch et de l'Argoat.

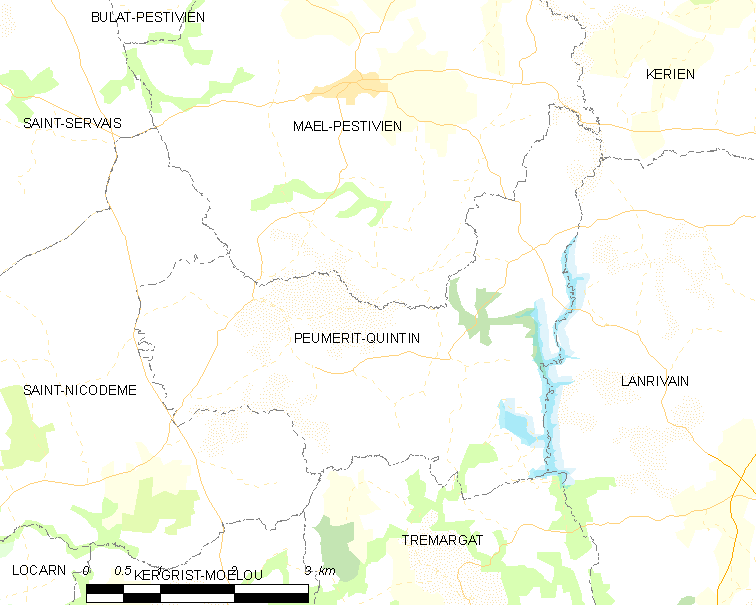
Carte de la commune de Peumerit-Quintin.

|                | Maël-Pestivien   | Kerien    |
| Saint-Nicodème | Peumerit-Quintin | Lanrivain |
|                | Trémargat        |           |

### Géologie et relief
De Duault à Corlay en passant par Peumerit-Quintin et Saint-Nicolas-du-Pélem, sur plus de 30 km, un massif granitique correspondant à la partie ouest du batholite de Quintin, domine, atteignant 290 mètres, les collines schisteuses de la partie orientale du bassin de Châteaulin situées à son sud.

### Hydrographie
Pour un article plus général, voir Réseau hydrographique des Côtes-d'Armor.
La commune est située dans le bassin Loire-Bretagne. Elle est drainée par le Blavet, le ruisseau de Kerhubet, le Saint Georges, l'Étang du Loc'h et le ruisseau de Dour vern,,.
Le Blavet, d'une longueur de 149 km, prend sa source dans la commune de Bourbriac et se jette  dans le canal de Nantes à Brest en limite de Plélauff et de Gouarec, après avoir traversé 31 communes.  Les caractéristiques hydrologiques du Blavet sont données par la station hydrologique située sur la commune de Kerien. Le débit moyen mensuel est de 0,369 m3/s. Le débit moyen journalier maximum est de 5,18 m3/s, atteint lors de la crue du 26 janvier 1995. Le débit instantané maximal est quant à lui de 6,05 m3/s, atteint le même jour.
Un plan d'eau complète le réseau hydrographique : l'étang de Kerné Uhel, d'une superficie totale de 59,1 ha (29,45 ha sur la commune),.

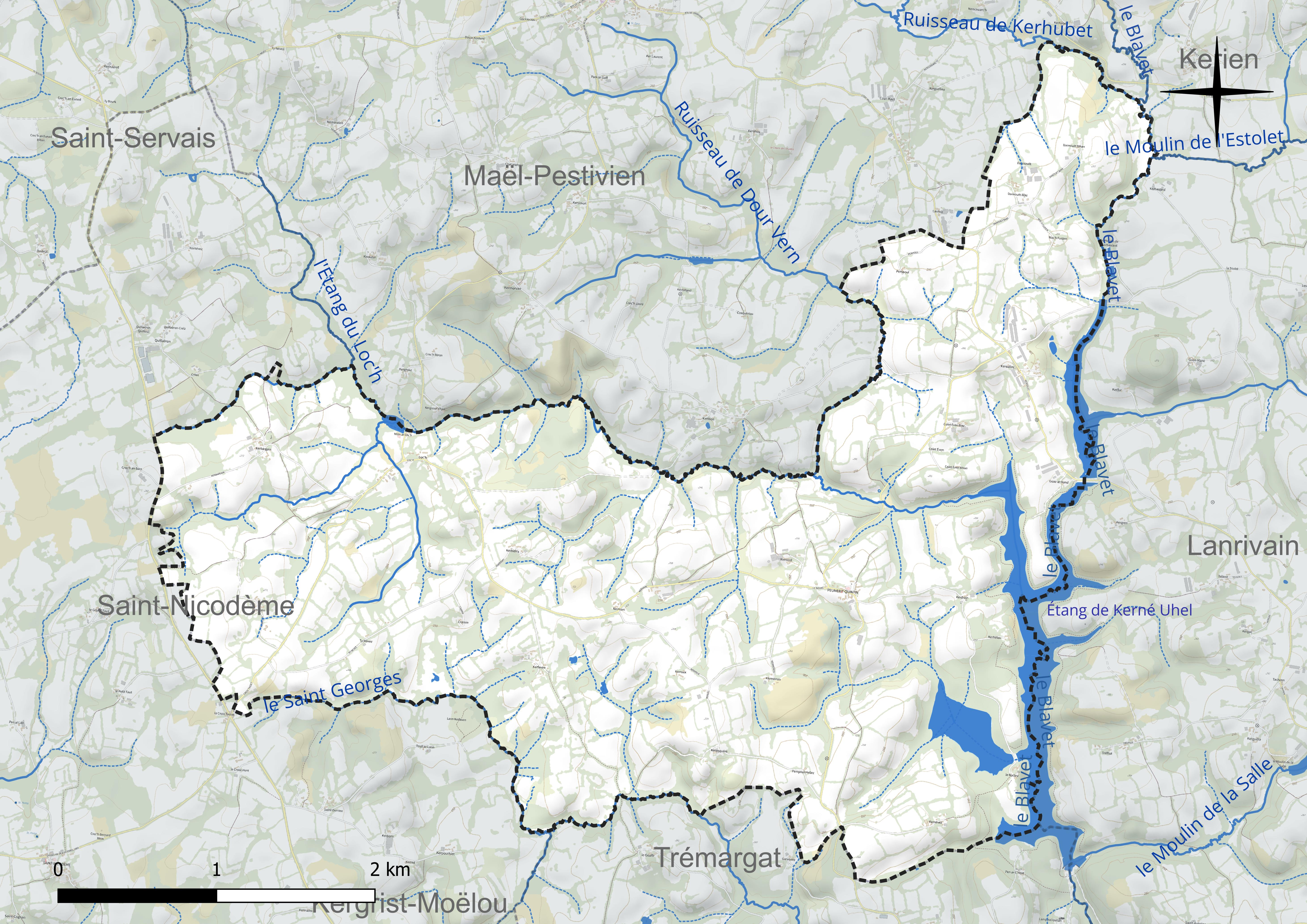
Réseau hydrographique de Peumerit-Quintin.

### Climat
Pour des articles plus généraux, voir Climat de la Bretagne et Climat des Côtes-d'Armor.
En 2010, le climat de la commune est de type climat océanique franc, selon une étude du CNRS s'appuyant sur une série de données couvrant la période 1971-2000. En 2020, Météo-France publie une typologie des climats de la France métropolitaine dans laquelle la commune est exposée à un climat océanique et est dans la région climatique  Finistère nord, caractérisée par une pluviométrie élevée, des températures douces en hiver (6 °C), fraîches en été et des vents forts. Parallèlement l'observatoire de l'environnement en Bretagne publie en 2020 un zonage climatique de la région Bretagne, s'appuyant sur des données de Météo-France de 2009. La commune est, selon ce zonage, dans la zone « Monts d'Arrée », avec des hivers froids, peu de chaleurs et de fortes pluies.  
Pour la période 1971-2000, la température annuelle moyenne est de 10,5 °C, avec  une amplitude thermique annuelle de 12,2 °C. Le cumul annuel moyen de précipitations est de 1 087 mm, avec 16,5 jours de précipitations en janvier et 8,4 jours en juillet. Pour la période 1991-2020, la température moyenne annuelle observée sur la station météorologique la plus proche, située sur la commune de Kerpert à 11 km à vol d'oiseau, est de 10,8 °C et le cumul annuel moyen de précipitations est de 1 088,9 mm,. Pour l'avenir, les paramètres climatiques de la commune estimés pour 2050 selon différents scénarios d'émission de gaz à effet de serre sont consultables sur un site dédié publié par Météo-France en novembre 2022.

## Urbanisme

### Typologie
Au 1er janvier 2024, Peumerit-Quintin est catégorisée commune rurale à habitat très dispersé, selon la nouvelle grille communale de densité à 7 niveaux définie par l'Insee en 2022.
Elle est située hors unité urbaine. Par ailleurs la commune fait partie de l'aire d'attraction de Rostrenen, dont elle est une commune de la couronne,. Cette aire, qui regroupe 10 communes, est catégorisée dans les aires de moins de 50 000 habitants,.

### Occupation des sols
L'occupation des sols de la commune, telle qu'elle ressort de la base de données européenne d’occupation biophysique des sols Corine Land Cover (CLC), est marquée par l'importance des territoires agricoles (92,7 % en 2018), en augmentation par rapport à 1990 (90,7 %). La répartition détaillée en 2018 est la suivante : 
zones agricoles hétérogènes (85 %), prairies (7,7 %), eaux continentales (3,7 %), forêts (3,6 %). L'évolution de l’occupation des sols de la commune et de ses infrastructures peut être observée sur les différentes représentations cartographiques du territoire : la carte de Cassini (XVIIIe siècle), la carte d'état-major (1820-1866) et les cartes ou photos aériennes de l'IGN pour la période actuelle (1950 à aujourd'hui).

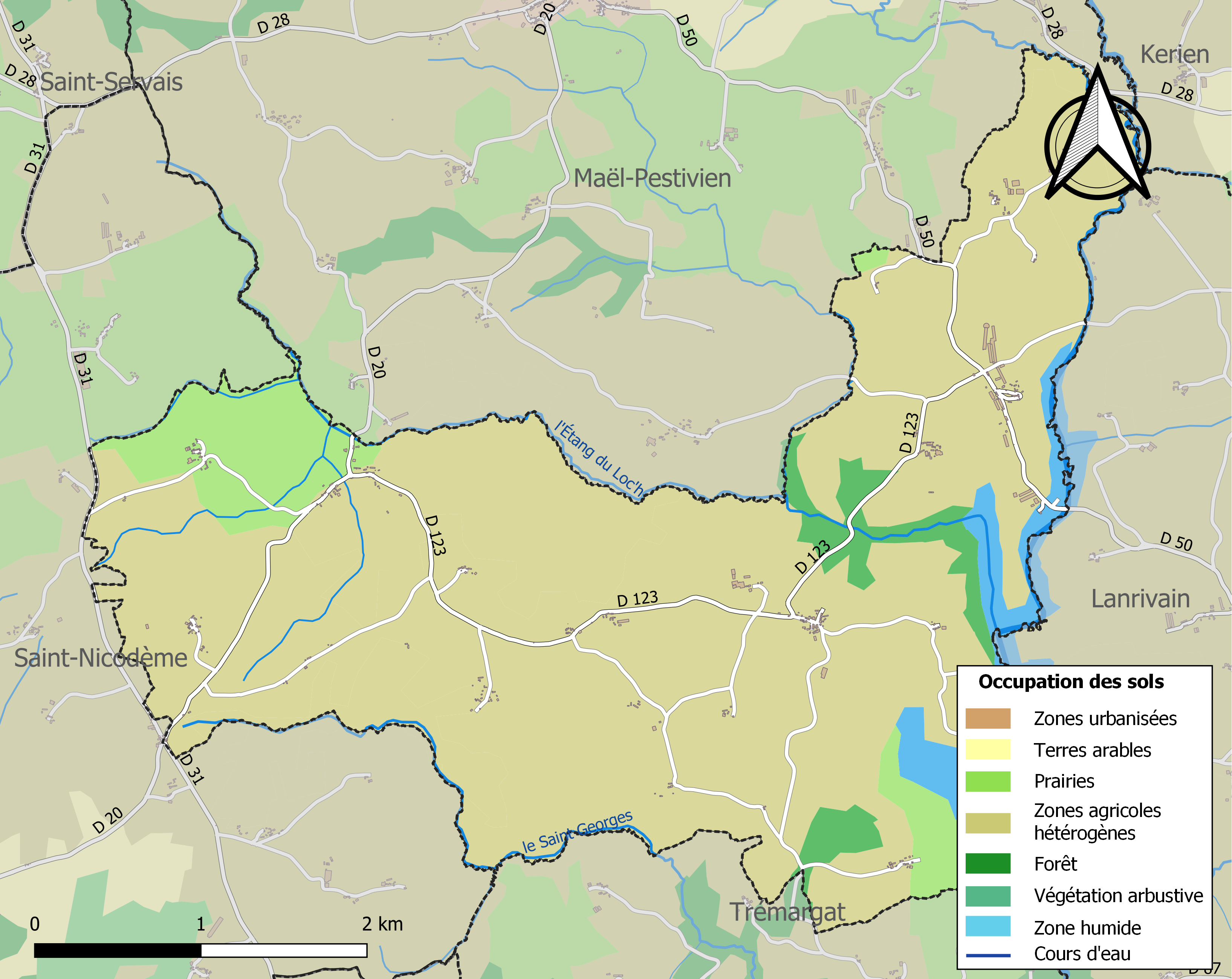
Carte des infrastructures et de l'occupation des sols de la commune en 2018 (CLC).

## Toponymie
Le nom de la localité est attesté sous les formes Pumerit Quintin fin XVe siècle et Pemeuryt-Quintin en 1535 et en 1536.
Peumerit vient du latin pomaritum (verger).

## Histoire

### Préhistoire et Antiquité
L'occupation humaine sur le territoire de la commune est attestée dès le Néolithique comme en témoignent les menhirs de Kerguen et de Pempoul-Hellez toujours visibles, ainsi qu'une allée couverte, désormais détruite, située près de Pempoul mentionnée au début du XXe siècle
Une statuette en bronze, probablement d'origine gallo-romaine, représentant un homme avec casque et aigrette, probablement un guerrier, a été trouvée en 1872 à Coldeven.

### LeXXesiècle

#### Le monument aux Morts
Le monument aux Morts porte les noms de 52 soldats morts pour la Patrie :
- 40 sont morts durant la Première Guerre mondiale.
- 12 sont morts durant la Seconde Guerre mondiale.

#### La Seconde Guerre mondiale
Le maquis Tito  se développa à partir du printemps 1943 dans le quadrilatère Trémargat, Lanrivain, Peumerit-Quintin, Saint-Nicolas-du-Pélem, sous le commandement de Louis Pichouron, alias "commandant Alain".
Ouvrier agricole né en 1921 à Peumerit-Quintin, Albert Pinson rejoint un groupe d'une vingtaine de  jeunes résistants, des étudiants rennais pour la plupart. Basés à Senven-Léhart, peu armés, ils furent rapidement repérés par les autorités d'Occupation. Le 12 juin 1944,  Jean Péron fut arrêté avec onze autres maquisards et transféré à la prison de Guingamp où il subit d'horribles tortures. Il fut fusillé quatre jours plus tard. Il avait 23 ans.
Le 26 juin 1944, François Lagadec, Pierre-Marie Turpin et Lucien Quelen, de Plussulien, trois jeunes résistants FFI, qui rapatriaient des armes provenant d'un parachutage en forêt de Duault, furent tués par des soldats allemands à la Croix-Tasset en Peumerit-Quintin.

## Politique et administration
| Période                                  | Période        | Identité             | Étiquette | Qualité     |
| ---------------------------------------- | -------------- | -------------------- | --------- | ----------- |
| avant 1988                               | 1992           | Pierre-Louis Le Naou |           |             |
| 1992                                     | 2014           | Robert Le Moigne     | DVG       | Retraité    |
| 2014                                     | 3 juillet 2020 | Michel Connan        | DVG-PCF   | Agriculteur |
| 3 juillet 2020                           | En cours       | Marie-Hélène Bernard | PS        |             |
| Les données manquantes sont à compléter. |                |                      |           |             |

## Économie
- En 1999 il y a 148 habitants à Peumerit-Quintin dont 36 actifs, et 12 entreprises. Dans la commune il y a 6 personnes qui travaillent à la mairie et qui l'entretiennent, une dizaine d'exploitants agricoles, ainsi que des personnes travaillant à l'extérieur.

## Démographie
L'évolution du nombre d'habitants est connue à travers les recensements de la population effectués dans la commune depuis 1793. Pour les communes de moins de 10 000 habitants, une enquête de recensement portant sur toute la population est réalisée tous les cinq ans, les populations de référence des années intermédiaires étant quant à elles estimées par interpolation ou extrapolation. Pour la commune, le premier recensement exhaustif entrant dans le cadre du nouveau dispositif a été réalisé en 2007.

En 2022, la commune comptait 184 habitants, en évolution de +5,14 % par rapport à 2016 (Côtes-d'Armor : +1,78 %, France hors Mayotte : +2,11 %).
| 1793 | 1800 | 1806 | 1821 | 1831 | 1836 | 1841 | 1846 | 1851 |
| ---- | ---- | ---- | ---- | ---- | ---- | ---- | ---- | ---- |
| 921  | 235  | 304  | 306  | 363  | 605  | 595  | 608  | 608  |

| 1856 | 1861 | 1866 | 1872 | 1876 | 1881 | 1886 | 1891 | 1896 |
| ---- | ---- | ---- | ---- | ---- | ---- | ---- | ---- | ---- |
| 583  | 598  | 612  | 568  | 641  | 591  | 643  | 622  | 619  |

| 1901 | 1906 | 1911 | 1921 | 1926 | 1931 | 1936 | 1946 | 1954 |
| ---- | ---- | ---- | ---- | ---- | ---- | ---- | ---- | ---- |
| 604  | 605  | 635  | 643  | 623  | 600  | 506  | 446  | 395  |

| 1962 | 1968 | 1975 | 1982 | 1990 | 1999 | 2006 | 2007 | 2012 |
| ---- | ---- | ---- | ---- | ---- | ---- | ---- | ---- | ---- |
| 323  | 295  | 249  | 206  | 162  | 148  | 158  | 159  | 175  |

| 2017 | 2022 | - | - | - | - | - | - | - |
| ---- | ---- | - | - | - | - | - | - | - |
| 172  | 184  | - | - | - | - | - | - | - |

Peumerit-Quintin a perdu 76 % de sa population entre 1851 et 1999, passant de 608 à 148 habitants entre ces deux dates.

## Culture locale et patrimoine

### Langue bretonne
- La charte Ya d’ar brezhoneg a été votée par le conseil municipal le 31 janvier 2005[réf. nécessaire].

### Associations
Il y a 8 associations à Peumerit-Quintin : 
- 2 associations de chasse
- 1 association pour les personnes âgées
- L'Association des Amis de la chapelle du Loc'h
- L'association Tal an Dour, alternant randonnée avec chants et autres activités
- L'association du Congo
- Le Bueno Dénous
- L'association des Guitardmen

### Lieux et monuments

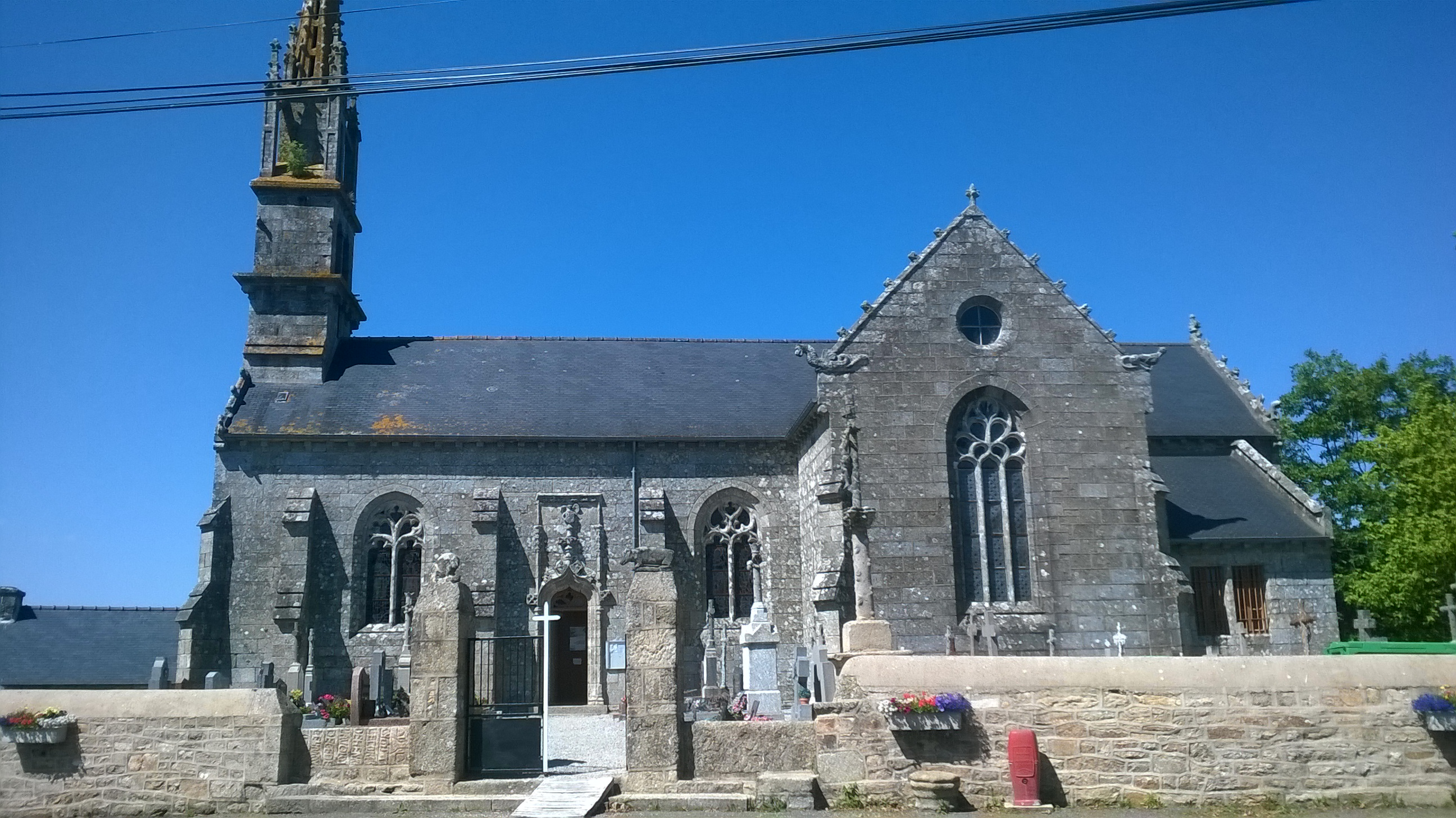
L'église Sainte-Anne.

- la chapelle du Loc'h (XVe siècle). Elle est dédiée au culte de saint Cado. Inscrite aux monuments historiques depuis 1930 ;
- la croix de cimetière du Loc'h ;
- l'église Sainte-Anne.

### Personnalités liées à la commune
Henri Le Naou, conteur du Pays Fañch,.